# Бенджамин, Ада
Ада Бенджамин (англ. Ada Benjamin; род. 18 мая 1994, Лагос, Лагос) — нигерийская легкоатлетка, специалистка по бегу на короткие дистанции. Выступает за сборную Нигерии по лёгкой атлетике с 2013 года, чемпионка Африки, серебряная призёрка Игр Содружества в Глазго, обладательница бронзовой медали Континентального кубка IAAF.

## Биография
Ада Бенджамин родилась 18 мая 1994 года в Лагосе, Нигерия. Занималась бегом во время учёбы в Техасском университете в Эль-Пасо, состояла в местной легкоатлетической команде, неоднократно принимала участие в различных студенческих соревнованиях.
Впервые заявила о себе в лёгкой атлетике на международной арене в сезоне 2013 года, выиграв золотую медаль в беге на 400 метров на юниорском чемпионате Африки в Бамбусе.
Одним из самых успешных сезонов в её спортивной карьере оказался сезон 2014 года, когда она вошла в основной состав нигерийской национальной сборной и попала в число призёров на нескольких крупных стартах, в том числе в эстафете 4 × 400 метров одержала победу на чемпионате Африки в Марракеше, взяла бронзу на Континентальном кубке IAAF, стала серебряной призёркой на Играх Содружества в Глазго. Кроме того, Бенджамин установила свой личный рекорд в беге на 400 метров, показав результат 51,68 секунды.
В 2016 году отметилась выступлением на чемпионате мира в помещении в Портленде, где со своей командой заняла в эстафете 4 × 400 метров четвёртое место.